# برايان مايسونوف
برايان مايسونوف (بالإنجليزية: Brian Maisonneuve)‏ (مواليد 28 يونيو 1973) هو لاعب كرة قدم. يلعب مع منتخب الولايات المتحدة الأمريكية لكرة القدم. سبق له أن لعب في كأس العالم لكرة القدم مع منتخب بلاده.

## مسيرته الكروية
لعب برايان مايسونوف خلال مسيرته الاحترافية مع نادِ واحدٍ في تسعة مواسم وسجل خلالها 23 هدفًا ضمن 172 مباراة. حيث فاز في موسم واحد بالكأس ولم يفز بأي دوري.
خاض برايان مايسونوف مسيرته مع نادي كولومبوس كرو في موسم 1996 ليلعب معه تسعة مواسم، مشاركًا في 172 مباراة سجل خلالها 23 هدفًا.

## روابط خارجية
- برايان مايسونوف على موقع الاتحاد الدولي (مؤرشف)  (الإنجليزية)
- برايان مايسونوف على موقع الدوري الأمريكي (الإنجليزية)
- برايان مايسونوف على موقع قاعدة بيانات كرة القدم.إي يو (الإنجليزية)
- برايان مايسونوف على موقع ناشيونال فوتبول تيمز (الإنجليزية)
- برايان مايسونوف على موقع Soccerway.com (الإنجليزية)
- برايان مايسونوف على موقع أوليمبيديا (الإنجليزية)